# Octagon (Bathory-Album)
Octagon ist das achte Album der schwedischen Metal-Band Bathory. Es erschien 1995 über Black Mark Production auf CD und über Morbid Noizz Productions auf MC.

## Entstehung
Quorthon wird unterstellt, einen Drumcomputer verwandt zu haben, er selbst gab jedoch an, das Album mit einem Schlagzeuger eingespielt zu haben. Das Album wurde in den Hellhole Studios aufgenommen, von Quorthon produziert und von Tom Müller gemastert; Rex Luger unterstützte die Band als Toningenieur.

## Titelliste
Musik und Texte von Quorthon, außer angegebene.
1. Immaculate Pinetreeroad #930 – 2:46
2. Born to Die – 3:59
3. Psychopath – 3:20
4. Sociopath – 3:10
5. Grey – 1:15
6. Century – 4:09
7. 33 Something – 3:16
8. War Supply – 4:43
9. Schizianity – 4:17
10. Judgement of Posterity – 5:12
11. Deuce – 3:42 (Gene Simmons)

## Musikstil und Texte
Octagon führt den Stil des vorigen Albums Requiem fort. Ein Großteil der Stücke ist chaotisch aufgebaut. Laut Marc Spermeth vom Ablaze führt das Album „mindestens ein Dutzend Jahre zurück, ohne dabei antiquiert zu wirken“. Der Stil erinnert „eher an frühe SLAYER- oder VOIVOD- als an alte BATHORY-Veröffentlichungen“. Kai Wendel vom Rock Hard verglich die Musik ebenfalls mit Slayer und warf Quorthon vor, bei Century „[b]esonders frech geklaut“ zu haben, „das sowohl durch die Vocallines als auch durch den Aufbau und die Akkorde verdammt nach einer Coverversion von ‚Mandatory Suicide‘ klingt. Auch den anderen Stücken fehlt aufgrund der ‚ausgeborgten‘ Riffs, ihres schlaffen Grindcorefeelings und nicht zuletzt durch den indifferenzierten Sound, das Drumcomputergeklopfe sowie den müden Gesang jeder Wiedererkennungswert.“
Textlich werden unter anderem Weltpolitik und Umweltverschmutzung aufgegriffen. Bathorys Plattenfirma Black Mark Production bezeichnete das Album als „Reise in den Geist eines Serienmörders oder eine Sicht auf diese Welt und dieses Zeitalters“, wie es sie vorher nicht gegeben habe.

## Kritiken
Spermeth zufolge ist auf Octagon „Von Anbiederung keine Spur. Das Herz und nicht das kühl rechnende Hirn bestimmt die Musik. Und das ist wenigstens bis zum letzten Blutstropfen ehrlich. So viele Banger wünschen sich von BATHORY ein Album wie ‚Blood, Fire, Death‘ – aber es kommt nicht. Vielleicht macht die Band ja nochmal etwas ähnliches, aber erst wenn sie sich wirklich danach fühlt, und nicht weil die Masse es verlangt. Auch wenn’s nicht jedem schmeckt, manche schwören drauf: Frische Rohkost, direkt vom Baum gepflückt, noch mit dem Staub der Landstraße bedeckt. Kurz abgerubbelt und dann rein in die Kiemen. Bodenständiger geht’s nimmer.“
Frank Stöver vom Voices from the Darkside und Kai Wendel vom Rock Hard hingegen schrieben, dass Quorthon seinem Ruf mit Veröffentlichungen wie dieser schade und das Kiss-Cover Deuce das beste Stück auf dem Album sei. Stöver bemängelte, dass Octagon ordinärer Thrash Metal und nichtmal gut produziert sei. Requiem und Octagon seien die schwächsten Bathory-Veröffentlichungen überhaupt, nach denen das Album Blood on Ice wirklich notwendig gewesen sei. Wendel warf Quorthon außerdem vor, er brauche „[w]ahrscheinlich […] Kohle, anders läßt sich die achte reguläre Langrille seiner ‚Band‘ mit dem Namen der blutrünstigen Gräfin nicht erklären“. Er bezeichnete die Veröffentlichung als „billig aufgemachte Abzocke“, die „kein Mensch“ brauche; wenn „unter dem Namen BATHORY noch so ein übler Output auf den Markt kommt“, würde er „auch die alten Scheiben der Band“ verkaufen.
David Peter Wesolowski von Allmusic wiederum bezeichnete das Album als möglicherweise selbst für Metaller schwer zu verdauen; die meisten Stücke seien zu chaotisch, und im Chaos und Lärm gingen die ernsthaften Themen einiger Lieder unter. Octagon sei eindeutig für die härtesten Bathory-Anhänger.